# Anarcha Westcott
Anarcha Westcott, född 1828, död 1869, var en amerikansk slav. Hon är känd för att ha fungerat som testperson för de experimentella kirurgiska procedurer för att bota vaginala fistlar utförda av läkaren och gynekologen J. Marion Sims, som spelade en stor roll för utvecklingen av den moderna gynekologin. 

## Bakgrund
Anarcha Westcott hölls som slav av en "Mr. Westcott", i Montgomery i Alabama. År 1845 födde hon vid sjutton års ålder ett barn som avled vid förlossningen. Förlossningen var mycket svår och pågick i tre dagar, efter vilka barnet togs ut med redskap. Anarcha led av vaginala fistlar mellan vagina, urinblåsa och ändtarm på grund av en svår förlossning, som gjorde det omöjligt för henne att kontrollera urin och fekalier och orsakade infektioner, smärta och inkontinens. 

## Patient
Tillsammans med två andra slavkvinnor med samma problem, Lucy och Betsy, hänvisades Anarcha till doktor J. Marion Sims i Montgomery för vård. Vid denna tid fanns ingen vård för dessa skador. J. Marion Sims fick möjlighet att utföra experimentella behandlingar på slavarna. Operationerna som Sims utförde på afroamerikanska slavar mellan 1845 och 1849 representerade hans försök att bota dem från ett tillstånd som ansågs obotligt vid den tiden. Hans operationer, som till en början var misslyckade, tjänade terapeutiska syften och genomfördes enligt traditionella källor med samarbete och medgivande från patienterna. Vid den tidpunkt då Sims började sina försök på Westcott att stänga vesikovaginala fistlar, fanns det inget effektivt alternativ till kirurgisk behandling. 
Sims började utföra fisteloperationer på sina förslavade patienter i slutet av 1845, innan eterns bedövningsegenskaper var kända. Eterbedövning upptäcktes och demonstrerades inte offentligt förrän den 16 oktober 1846 i Boston. Med en kombination av vesikovaginal och rektovaginal fistel var Westcott tvungen att genomgå mer än 30 operationer utan bedövning under tre år innan Sims kunde stänga skadorna på hennes urinblåsa och ändtarm. Efter den kirurgiska framgången med hans experiment på slavkvinnor använde Sims bedövningsmedel på vita kvinnor med samma skador.

## Senare liv
Efter att hon återhämtat sig från sina skador ska Anarcha ha praktiserat som barnmorska och sjuksköterska. Hon gifte sig med en slav vid namn Lorenzo Jackson och bosatte sig senare i Virginia. Trots att hon är känd som Anarcha Westcott, ska hon åtminstone senare i livet ha kallat sig Annacay Jackson.  